# 万年東一
万年 東一（まんねん とういち、1908年〈明治41年〉9月10日 - 1985年〈昭和60年〉3月28日）は、日本の元陸軍軍人（上海特務機関）、右翼活動家、愚連隊の首領、総会屋。右翼団体大日本一誠会初代会長。全日本女子プロレス初代会長。山形県飽海郡松嶺町出身。安部磯雄襲撃事件、渋谷事件などで知られる。

## 来歴
明治41年（1908年）9月10日に山形県飽海郡松嶺町で生まれた。父は小学校の教頭だった。東一は次男だったが、長男は生まれてすぐに死亡した。
大正8年（1919年）、父が東京の親戚の事業を手伝うことになり、一家で上京した。
同年、父が手伝った事業は失敗し、父は裁判所の書記官に任官した。一家は京王線の沿線に住んだ。
大正13年（1924年）4月、東洋商業学校（後の東洋高等学校）に進学。京王線の線路伝いに歩いて新宿に出ていたが、途中で会った不良と喧嘩を繰り返した。
昭和2年（1927年）4月、東京高等工商学校（後の芝浦工業大学）に進学。
その後、東京高等工商学校のボクシング部に所属。
その後、大和拳闘倶楽部（その後「国光拳闘倶楽部」と改称。後の中村ジム）を創設した。新宿渋谷の不良の頭目・万年東一、万年の舎弟で恵比寿の不良の頭目・田村安太郎、万年の舎弟で中目黒の不良の頭目・小池農夫雄が、大和拳闘倶楽部を主宰した。
昭和5年（1930年）ごろ、大和拳闘倶楽部には、小林光也（通称は小光。「人斬り小光」、「村雨の光」とも呼ばれた）、斉藤光也（通称は大光。「ジャジャ馬の光」とも呼ばれた）、慶應義塾大学学生の宮崎秋夫（通称は小桜の秋）、日本大学水泳部の学生の内富義之、元トラック運転手の八重野勝雄（通称はオートンの勝）、幽霊の政、抜剣の文、花魁の政、フランス政、小桜の茂、小桜の謙が集まり、万年東一の舎弟となった。このころ、愚連隊が形成された。万年一派は、小池農夫雄の新婚所帯場所だった中目黒の「アサクラアパート」を本拠として、他の愚連隊と喧嘩を繰り返した。
同年7月10日、警視庁は、麻雀屋の新設を禁止した。万年は、新しい麻雀屋を開拓できなくなった。
同年11月24日、警視庁は、エロ演芸取締規則を、各警察署に通知した。盛り場の快楽を求める愚連隊には、打撃を与えた。
昭和6年（1931年）、東京高等工学校を卒業し、明治大学に入学した。
昭和7年（1932年）、明治大学を中退した。
同年、父から金を借りて、玩具製造会社とタクシー会社を立ち上げた。万年の玩具製造会社とタクシー会社は、従業員に金を持ち逃げされて、倒産した。以後、「銭儲けはやめる」と決意した。
昭和8年（1933年）1月21日、警視庁は、バー・カフェ・喫茶店などを対象に、特殊飲食店営業取締規制を発布した。愚連隊は、溜まり場を失った。
同年、四代目小金井一家・平松兼三郎総長（通称は台湾兼、水車兼、ブル兼）から「万年東一を跡目養子にしたい」という申し出を受けたが、断った。平松兼三郎は、横浜の博徒一家の代貸で、東洋拳闘協会会長・鈴木武雄を跡目養子にし、万年に鈴木のボディガードを依頼した。万年はボディガード役を了承した。
同年秋、万年東一一派は、新宿2丁目の六間道路から四谷方面に入ったアパート「文化ハウス」の2階に拠点を移した。万年は舎弟たちに1日3回の喧嘩を目標とさせた。
昭和9年（1934年）、新宿の愚連隊の首領・山崎松男（通称は爆弾マッチ）が、小金井一家に対して、賭場の開帳を要求した。平松兼三郎は、山崎松男の行為を非難し、万年東一に「最近の愚連隊はうるさくていけないな」と語った。万年は山崎との対決を決断した。
同年8月2日夕方、新宿2丁目の六間道路の喫茶店「オーライ」にいた小林光也と斉藤光也が、カフェ「黒猫」前にいた山崎松男と山崎松男一派を発見した。山崎たちは、鈴木武雄を取り囲み、因縁をつけていた。そのときは、雨が降っていた。小林と斉藤は「文化ハウス」に戻り、日本刀と短刀を持ち出して、カフェ「黒猫」前に行った。斉藤が日本刀で山崎の左手首を切り落とした。小林は短刀で山崎の舎弟1人の腹を刺した。
同日、万年東一、斉藤光也、小林光也は、淀橋警察署に自首した。
同年、右翼団体風雲倶楽部主宰者・千々波敬太郎が、大和拳闘倶楽部のマネージャーを通じて、万年に面会を求めてきた。千々波は東京芝三田功運町で柔剣道の鍛錬場「光風塾」を経営していた。万年は千々波と会談し風雲倶楽部と提携した。万年は万年の若衆を光風塾に住み込ませ、鍛錬に参加させた。小林、斉藤、宮崎秋夫らは右翼活動に反対し、万年の元から去った。最終的に、内富義之、八重野勝雄、山田勇吉の3人だけが、万年の元に残った。
同年12月21日、番町地方裁判所で、万年には懲役2年・執行猶予3年の判決、斉藤には懲役5年の実刑判決、小林には懲役4年の実刑判決が下された。
同日、万年東一は、番町地方裁判所を出ると、平松兼三郎ら100人ほどの小金井一家の者から迎えられた。その後、新宿2丁目六間道路の料亭「鳥源」2階座敷で、平松らとともに万年の釈放祝いが行なわれた。山崎松男はコルト・レボルバー38口径を持って、「鳥源」に侵入し、2階への階段を上がるときに、万年の若衆に発見された。山崎は万年の若衆をコルトの銃把で殴り倒し、銃弾を1発発射した。内富義之は、座敷の小火鉢を抱えた。山崎松男は、階段を駆け上がり、八重野勝雄を銃撃した。銃弾は、八重野勝雄の太腿に命中した。内富義之は小火鉢を山崎に投げつけ、命中させた。山崎は拳銃で2発乱射したが、柱と壁に当たっただけだった。山崎は平野を出すように要求した。平野兼は山崎と対峙し、「命をくれてやろう。万年東一もくれてやるよな」と言った。山崎は平野と万年を撃たずに、拳銃を捨てた。数日後、新宿大木戸の料亭で万年と山崎は和解した。

昭和13年（1938年）3月3日、安部磯雄襲撃事件が勃発した。
昭和14年（1939年）10月、召集されていた斉藤光也が、兵営から脱走した。憲兵隊が万年や小林光也のところに捜索に来た。万年や小林は一緒になって斉藤を探した。
同月、斉藤光也は、熱海の袖ヶ浦の崖から、愛人とともに、投身自殺した。
同年11月、小林光也は、東北地方を回り、興行師の修行を始めた。
その後、万年は軍属となり、上海特務機関の一員として、上海に渡った。このとき、万年は児玉誉士夫と知り合った。このころ、内富義之、八重野勝雄が出征した。
昭和15年（1940年）秋、上海から東京に戻り、愚連隊に戻った。万年は新宿と銀座を拠点とした。銀座4丁目教文館ビル1階の喫茶店「不二アイス」を愚連隊の溜まり場とした。また、新宿では、新宿4丁目の喫茶店「牡丹」（通称は地獄谷）が万年の拠点となった。このころ、万年は銀座4丁目の喫茶店「ムーン」で働いていた睦美（後の妻）と知り合った。このころから、東京中野の借家に住んだ。
同年、山田勇吉が北支戦線で戦死した。
同年10月12日、大政翼賛会が発足した。全国の市町村に隣組制度が設けられ、非国民摘発が愚連隊に及んできた。
昭和16年（1941年）12月、小林光也が新宿に戻った。
昭和18年（1943年）、万年に召集令状が届いた。
同年2月、新宿駅から出征した。小林光也や安藤昇（後の安藤組組長）が、万年の出征を見送った。万年は南支派遣軍独立歩兵第60大隊に配属され、山西省ワイヤンに送られた。山西省ワイヤンでは万年は華北交通の護衛に当たった。
昭和20年（1945年）10月、佐世保港に復員した。

同年、渋谷宇田川町の闇市の一画に、華僑総本部が作られた。華僑総本部は、闇市に何軒かの飲食店を持った。その後、渋谷警察署署長・土田精（後の警視庁予備隊初代隊長）は、渋谷警察署署員に命じて、華僑総本部が闇市で販売している禁・統制品物資を没収し、不法建築家屋を取り壊した。すぐに、華僑総本部は、新たな闇物資を売買し始め、再び不法建築家屋を建てた。華僑総本部の多数の者が集団で渋谷警察署に押しかけ、華僑に対する取締りを止めるように激しく抗議し、闇市を通った警察官に対し華僑総本部の者が集団暴行を繰り返した。これを切っ掛けに渋谷事件が勃発した。
昭和21年（1946年）、東京に戻った。千々波敬太郎の消息を追ったが、消息は不明だった。その後、万年は小池農夫雄の妻・治子と再会した。治子はクラブで寿司を売る闇屋を開いていたが、農夫雄は戦時中に病死していた。それから小林と再会した。小林は安藤と加納貢を弟分としていた。
同年3月、東京下北沢の屋台で、下北沢の愚連隊「下北沢グループ」（首領は安藤昇と加納貢）の黒木健児と野田克己が、テキヤ三田組（組長は三田剛造。万年の戦友だった）組員2人ともめた。黒木が三田組組員2人を倒した。
同月、下北沢駅前で、下北沢グループが三田組組員と喧嘩になり、加納、野田、黒木らが三田組組員を叩きのめした。その後、下北沢の喫茶店「パール」で、再び黒木・野田と三田組組員が喧嘩になり、黒木が三田組組員を倒した。それを知った三田剛造の舎弟・沢野哲也は配下の三田組組員とともに、東北沢で黒木と野田を襲った。野田が沢野哲也に日本刀で背中を切られ、重傷を負った。その日のうちに、安藤昇たちは三田組に殴り込みをかけたが、三田組事務所には誰もいなかった。三田剛造や沢野哲也は警察署に自首していた。
同年4月、万年は喫茶店「パール」で安藤と話し合い、三田組と手打ちをさせた。
同年10月、産業別労働運動10月闘争が勃発した。映画館の新宿武蔵野館が日映演組合員約200人に占拠された。万年は、新宿武蔵野館社長からスト破りを依頼された。小林が舎弟の安藤ら50人を連れて映画館を襲撃し、組合員を追い出した。
昭和22年（1947年）、妻が肺結核で死亡した。

昭和23年（1948年）4月8日、東宝・渡辺銕蔵社長が東宝砧の東宝撮影所従業員270人を突然解雇した。これを切っ掛けに東宝争議が勃発した。
その後、万年は東宝争議で、東宝との関係が密になり、万年の代理を東宝に送った。
同年夏、睦美と正式に入籍し、中野の自宅で結婚披露宴を行なった。
その後、新宿三越裏に喫茶店「白十字」がオープンすると、「白十字」を事務所代わりに使った。「白十字」では各席に電話が設置されていた。1階左手奥の席が万年の指定席だった。その後、岡崎英城の紹介で実業家の安藤明の用心棒を務めた。
昭和27年（1952年）、「白十字」で安藤昇に落合一家・高橋岩太郎総長を紹介した。安藤は高橋岩から博打のテラの取り方などを学んだ。
昭和28年（1953年）、万年は実業家の横井英樹から百貨店白木屋乗っ取りへの協力を依頼されて快諾した。すぐに万年は五島慶太と対立し、白木屋乗っ取りから手を引いた。
昭和33年（1958年）、安藤明の会社が倒産した。会社の後始末を行なっている過程で万年は警察とヤクザから行方を追われた。一時期万年は名古屋市のヤクザ・荒巻しゅうに匿ってもらった。
その後、島崎栄治が月刊住宅雑誌『マイハウス』（『マイハウス』は一般書店でも販売された）を発行し、企業から雑誌への広告料名目で多額の金を奪い取り、総会屋活動を始めた。万年は娘婿の高橋金治を、島崎の会社に取締役として送り込んだ。
昭和43年（1968年）、松永高司が全日本女子プロレスを設立すると、万年は初代会長に就任した。
昭和44年（1969年）6月、右翼団体「大日本一誠会」を結成した。
昭和49年（1974年）、埼玉県所沢市の建売住宅を購入し、借家暮らしを止めた。
昭和50年（1975年）ごろ、全日本女子プロレス会長を辞任した。
昭和55年（1980年）、日本郵船から、株主総会で他の総会屋を抑えるように依頼された。その総会屋は、半年前のトヨタ自動車の株主総会でも対決した相手だった。万年の甥・渡辺謙二（後の大日本一誠会三代目会長）が、相手の総会屋に暴行を加え、金を奪った。その後、渡辺に暴行された総会屋が別の事件で逮捕され、警察に渡辺から暴行されたことを訴えた。渡辺は丸の内警察署に逮捕された。日本郵船は警察に対して、万年との関係を否定した。すでに、日本郵船は株主総会の押さえを、暴力団に依頼していた。渡辺は懲役3年の実刑判決を受けて、松江刑務所に服役した。
昭和57年（1982年）、宮崎学が解体屋を倒産させ、万年の厄介になった。
同年、万年は新宿駅で倒れた。
昭和60年（1985年）3月、小手指の愛人宅で倒れ、救急車で所沢の病院に運ばれ、入院した。
同年3月28日午後5時2分、万年東一は急性心不全で死亡した。享年77。

## 人物
- 人前で、喜怒哀楽を見せることは殆どなかった。
- 愚連隊の首領であったが、ヤクザは嫌いだった。
- 酒は一滴も飲めなかった。
- 昭和18年（1943年）からの軍隊時代、中国南部が暑かったため、ふんどし1丁で寝ていた。本来はいつ敵襲があるかわからないため、衣服を整えて寝なければならない。上官は万年を注意したが、万年は聞かなかった。
- 昭和18年（1943年）からの軍隊時代、麻雀を行なっていた。本来軍隊内では、博打は禁止だった。上官は誰も文句を言わなくなっていた。
- 昭和17年（1942年）からの軍隊時代、鬚を生やしていた。
- 安藤組・安藤昇組長が設立した「東興業」の「東」は、「万年東一」の「東」を貰って名付けられた。
- 昭和21年（1946年）以降、金が必要になると、クライアントの元に行き、テーブルの上に空の財布を置いて、雑談を始めた。帰るころには、財布に金が入れられていた。日本船舶振興会・笹川良一会長は、万年東一が来ると、露骨に嫌な顔をした。財布は、自分と若衆用の物と、家庭用の物の2つがあった。
- 万年東一の墓は、東京幡ヶ谷の清岸寺にある。
- 週刊アサヒ芸能で連載された安藤昇の自伝的小説「やくざと抗争」(1972)は実名で万年東一を紹介し、万年東一は1940年代初期の東京において銀座の益戸克己と並んで不良少年たちの憧れの存在であったと説明している。この後、同じアサヒ芸能に万年東一がドキュメント・ノヴェルを連載、1973年に徳間書店より上梓された。宮崎学は万年の信頼が厚かった篠原竧がゴーストライターだったと後年に明かしている。
- 孫にはYouTuberの万年蘭がいる。

## 著書
- 『人斬り懴悔』徳間書店、1972年12月。全国書誌番号:75070159。
- 『実録・やくざ流転 関東喧嘩無頼』徳間書店、1973年5月。全国書誌番号:75067323。

## 万年東一 関連書籍
- 宮崎学『不逞者』幻冬舎＜幻冬舎アウトロー文庫＞、1999年4月、ISBN 4-87728-734-5
- 山平重樹『愚連隊列伝2 愚連隊の元祖 万年東一』幻冬舎＜幻冬舎アウトロー文庫＞、1999年6月、ISBN 4-87728-755-8
- 宮崎学『万年東一』角川書店、2005年 全2巻
  - 『万年東一 上』2005年6月、ISBN 404873587X
  - 『万年東一 下』2005年6月、ISBN 4048735888

劇画
- 原作：山平重樹、脚本：天龍寺弦、画：田中正仁
  - 『実録 愚連隊の元祖 万年東一 ケンカ爆弾編』竹書房、2004年3月、ISBN 4-8124-5983-4
  - 『実録 愚連隊の元祖 万年東一 愛国愚連隊編』竹書房、2004年7月、ISBN 4-8124-6047-6
  - 『実録 ケンカ黙示録 愚連隊の元祖 万年東一 大陸死闘編』竹書房、2004年12月、ISBN 4-8124-6107-3
  - 『実録 ケンカ黙示録 愚連隊の元祖 万年東一 仁義継承編』竹書房、2005年5月、ISBN 4-8124-6135-9

## 万年東一 関連オリジナルビデオ
- 『実録 愚連隊の神様 万年東一』（2008年、GPミュージアムソフト）全2作、主人公・万年東一役は宅麻伸
  - 『実録 愚連隊の神様 万年東一』（2008年1月）
  - 『実録 愚連隊の神様 万年東一 完結編』（2008年2月）